# Фредерик VIII
Фредерик VIII (на датски: Christian Frederik Vilhelm Carl) е крал на Дания в периода 1906 – 1912 г.

## Биография

### Ранни години и брак
Фредерик VIII е роден като Кристиан Фредерик Вилхелм Карл на 03 юни 1843 г. в Дет Гуле Пале – градска къща от XVIII век, непосредствено до дворцовия комплекс Амалиенборг, главната резиденция на датското кралско семейство в квартал Фредериксщаден в центъра на Копенхаген. Той е най-големият син и дете на принц Кристиан фон Шлезвиг-Холщайн-Зондербург-Глюксбург и принцеса Луиза фон Хесен-Касел. Има петима братя и сестри: Александра, бъдеща кралица на Великобритания като съпуга на крал Едуард VII, Вилхем, бъдещия крал на Гърция Георгиос I, Дагмар, бъдеща императрица на Русия като съпруга на Александър III, Тира, херцогиня на Брунсуик, и Валдемар, датски принц и дядо по майчина линия на румънската кралица Ана, съпруга на последния румънски крал Михай I.
На 10 август 1869 г. Фредерик се жени за Ловиса Шведска, единствената дъщеря на шведския крал Карл XV. За резиденция на двойката е даден дворец от XVIII век, който е част от дворцовия комплекс Амалиенборг в центъра на Копенхаген, а за своя провинциална резиденция те получават двореца Шарлотенлун, разположен на брега на пролива Йоресун, на 10 километра северно от Копенхаген. Тук те намират убежище далеч от дворцовия живот в Амалиенборг и тук се раждат няколко от децата им. Фредерик и Луиза имат четирима сина и четири дъщери, родени между 1870 и 1890 г.: принц Кристиан, принц Карл, принцеса Луиза, принц Харалд, принцеса Ингеборг, принцеса Тира, принц Густав и принцеса Дагмар. Най-големите им синове, Кристиан и Карл, ще станат съответно крале на Дания и Норвегия. Поради многото деца дворецът Шарлотенлунд е построен отново, за да побере голямото семейство, а през 1880 – 81 г. дворецът е разширен с купол и две странични крила.

### Управление
На 29 януари 1906 г. крал Кристиан IX умира мирно на 87-годишна възраст, след 43-годишно управление. След смъртта на баща си Фредерик наследява трона на 62-годишна възраст. Той е провъзгласен за крал като Фредерик VIII от балкона на двореца на Кристиан VII в Амалиенборг от министър-председателя Йенс Кристиан Кристенсен.
Поради късното му възкачване на трона, царуването на Фридрих продължава кратко – едва шест години, през които той страда от влошено здраве. В много отношения Фридрих VIII е либерален монарх, много по-благосклонен към новата парламентарна система, отколкото баща му.

### Смърт
На 14 май 1912 г., докато се връща от пътуване до Ница със съпругата си и четири от децата си, кралят отсяда в хотел „Хамбургер Хоф“ в Хамбург под псевдонима „Граф Кронберг“. Същата вечер Фредерик излиза на разходка по Юнгфернстиг, по време на която припада на пейка в парка на Генземаркт. Открит е от полицай, който го откарва в болницата, където кралят е обявен за мъртъв в резултат на получен сърдечен удар. Тъй като Фредерик пътува инкогнито и към момента на смъртта си няма документи със себе си, тялото му е откарано в местната морга, където е идентифициран от управителя на хотела на следващата сутрин.
Скоро започват да се разпространяват слухове за евентуален скандал, свързан с краля, тъй като мястото, където е намерен, е в близост до известен публичен дом. Местната полиция не разкрива подробности от разследването си, за да не причинява допълнителни страдания на кралското семейство.
Тялото на Фредерик VIII е транспортирано със специален влак до Травемюнде, след което е върнато в Дания с кралската яхта „Данеброг“. След почетна церемония в параклиса на двореца Кристиансборг в Копенхаген той е погребан в параклиса на Кристиан IX в катедралата Роскилде на остров Шеланд, традиционното място за погребение на датските монарси от XV век.

## Потомство
Фредерик VIII и съпругата му Ловиса Шведска имат осем деца:
- Крал Кристиан X (26 септември 1870 – 20 април 1947), женен за херцогиня Александрин фон Мекленбург-Шверин
- Крал Хокон VII (3 август 1872 – 21 септември 1957), женен за принцеса Мод от Уелс
- Принцеса Луиза (17 февруари 1875 – 4 април 1906), омъжена за принц Фридрих фон Шаумбург-Липе
- Принц Харалд (8 октомври 1876 – 30 март 1949), женен за принцеса Хелена Аделаида фон Шлезвиг-Холщайн-Зондербург-Глюксбург
- Принцеса Ингеборг (2 август 1878 – 12 март 1958), омъжена за принц Карл, херцог на Вестергьотланд
- Принцеса Тира (14 март 1880 – 2 ноември 1945), неомъжена
- Принц Густав (4 март 1887 – 5 октомври 1944), неженен
- Принцеса Дагмар (23 май 1890 – 11 октомври 1961), омъжена за Йорген Кастеншолд

Управляващите семейства на Дания, Норвегия, Белгия и Люксембург са потомци на крал Фредерик VIII – датското чрез най-големия му син Кристиан X, а норвежкото чрез втория му син, Хокон VII, както и чрез дъщеря му, принцеса Ингеборг Датска. Кралското семейство на Белгия и великохерцогското семейство на Люксембург също са потомци на принцеса Ингеборг Датска.